# دانيال هوفمان
دانيال هوفمان (بالألمانية: Daniel Hoffmann)‏ (27 أكتوبر 1971 في ألمانيا - ) هو مدرب كرة قدم ولاعب كرة قدم ألماني (وحمل سابقاً جنسية ألمانيا الشرقية) في مركز حراسة المرمى. شارك مع منتخب ألمانيا تحت 21 سنة لكرة القدم. أما مع النوادي، فقد لعب مع بادربورن 07 وشتورم غراتس ولوكوموتيف لايبزيغ وميونخ 1860 وهانزا روستوك وSV Warnemünde Fußball ‏ وكوجالي سبور وVfB Leipzig ‏.

## وصلات خارجية
- دانيال هوفمان على موقع اتحاد تركيا (لاعب) (الإنجليزية)
- دانيال هوفمان على موقع قاعدة بيانات كرة القدم.إي يو (الإنجليزية)
- دانيال هوفمان على موقع بيانات كرة القدم. دي إي (الألمانية)
- دانيال هوفمان على موقع عالم كرة القدم.نت (الإنجليزية)